# عمر أريلانو (لاعب كرة قدم)
عمر أريلانو (بالإسبانية: Omar Arellano)‏ هو مدرب كرة قدم ولاعب كرة قدم مكسيكي في مركز الهجوم، ولد في 29 مايو 1967 في تامبيكو في المكسيك. شارك مع منتخب المكسيك لكرة القدم. أما مع النوادي، فقد لعب مع تيغريس أونال وكلوب ليون ونادي باتشوكا ونادي غوادالاخارا ونادي نيكاكسا.

## وصلات خارجية
- عمر أريلانو (لاعب كرة قدم) على موقع قاعدة بيانات كرة القدم.إي يو (الإنجليزية)
- عمر أريلانو (لاعب كرة قدم) على موقع ناشيونال فوتبول تيمز (الإنجليزية)